# 潘志贤
潘志贤（1966年7月—），又名潘崇贤，男，汉族，广东三水人，中华人民共和国政治人物。现任广东省道教协会会长、广东道教学院院长。第十四届全国政协委员。